# Тресавищна блатна костенурка
Тресавищните блатни костенурки (Glyptemys muhlenbergii) са вид влечуги от семейство Блатни костенурки (Emydidae). Те водят полуводен начин на живот и са ендемични за източните части на Съединените щати, като са описани за пръв път през 1801 година след проучвания в Пенсилвания. Срещат се от Върмонт на север до Джорджия на юг и Охайо на запад.
С максимална дължина около 10 cm тресавищната блатна костенурка е най-дребната костенурка в Северна Америка. Макар че на външен вид е подобна на петнистата блатна костенурка (Chrysemys picta) и петнистата водна костенурка (Clemmys guttata), неин най-близък родственик е малко по-едрата горска блатна костенурка (Glyptemys insculpta). Потайна, макар и активна през деня, тресавищната блатна костенурка прекарва по-голямата част от времето заровена в калта, а зимата – в хибернация. Тя е всеядна, но се храни главно с дребни безгръбначни.
Възрастните тресавищни блатни костенурки тежат средно 110 g. Кожата и черупката им обикновено са тъмнокафяви, с две характерни оранжеви петна от двете страни на врата. Те са критично застрашен вид, като голяма част от местообитанията им са унищожени от разрастването на градовете и навлизането на инвазивни растителни видове. Значителен е и незаконният им улов за използване като домашни любимци.
Тресавищната блатна костенурка се размножава бавно. Всяка година женските снасят по едно люпило от средно три яйца. Малките растат бързо и достигат полова зрелост на възраст между 4 и 10 години. Продължителността на живота на свобода е средно 20 до 30 години.